# Ypthima evanescens
Ypthima evanescens är en fjärilsart som beskrevs av Butler 1881. Ypthima evanescens ingår i släktet Ypthima och familjen praktfjärilar. Inga underarter finns listade i Catalogue of Life.